# وسیله نقلیه تجاری

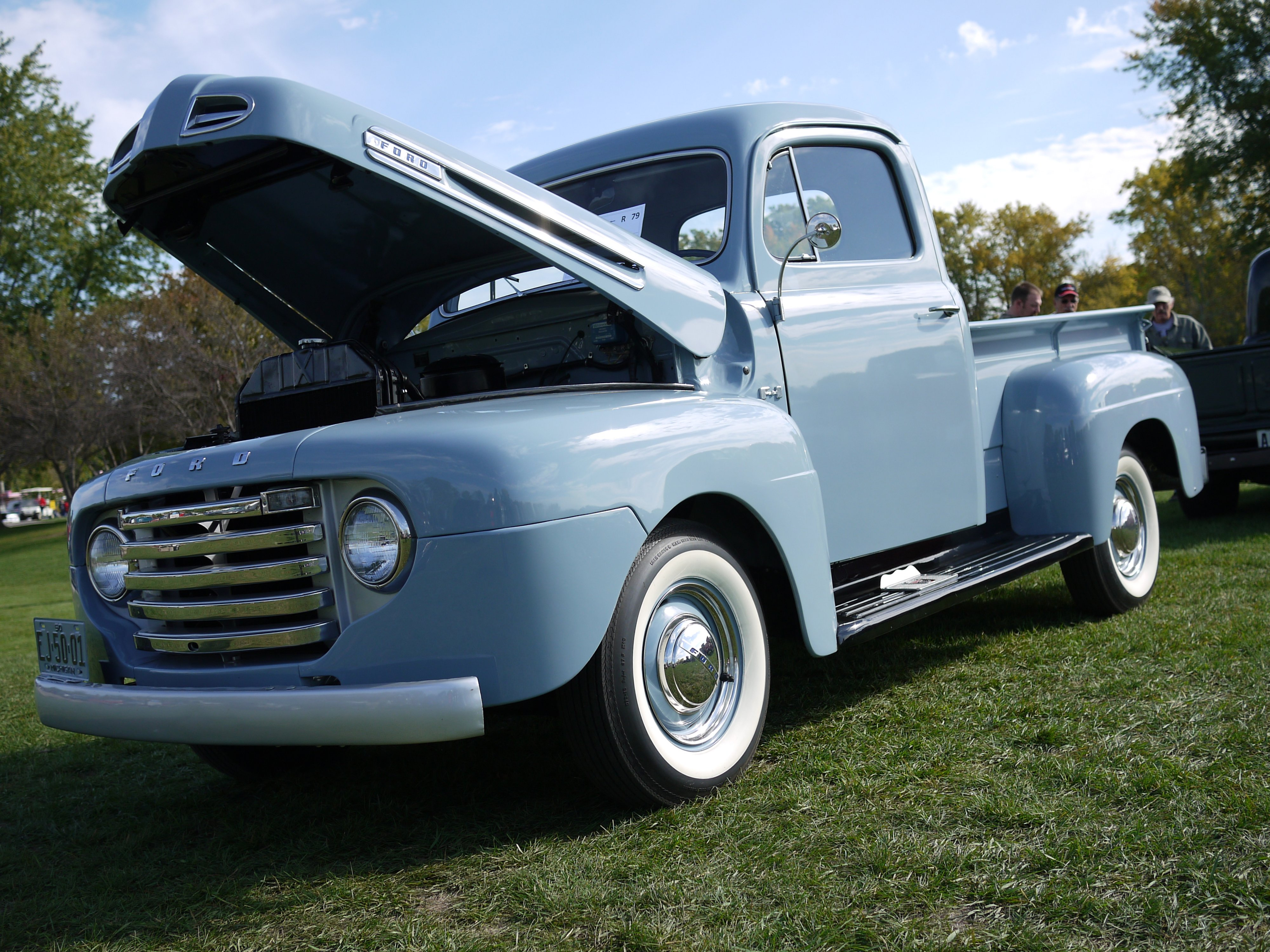
یک وسیله نقلیه قدیمی

خودروی تجاری یا وسیله نقلیه تجاری گونه‌ای خودروی موتوردار و جاده‌رو است که ممکن است برای ترابرد بار و مسافر به‌منظور کسب‌وکار به‌کار بروند. این گونه خودرو رایج‌ترین گونه‌ی خودرو در میان گونه‌های تولیدی می‌باشد.

## مثال‌هایی برای خودروهای تجاری
- کامیون
- کامیونت
- ون
- تریلر